# Лю Цзі (Мін)
Лю Цзі (*1 липня 1311 — †16 травня 1375) — китайський поет, військовий та політичний діяч династій Юань та Мін.

## Життєпис

### На службіЮань
Про походження Лю Цзі мало відомостей. Відомо, що він народився у повіті Цзінтянь сучасної провінції Чжецзян. Спочатку отримав домашню освіту. У 1324 році батько відправив його на навчання, згодом, у 1327 році, переходить до школи відомого вчителя Чжен Фу, де Лю Цзі отримав класичну освіту. У 1333 році перебирається до столиці імперії Даду. У 1336—1343 роках знаходився на службі у провінційних урядах Цзянсі та Чжецзян. Після цього йде у відставку, а у 1348 році поселяється з родиною у Ханчжоу. тут веде усамітнене життя, займаючись пророцтвами та поезією. У 1356 році повертається додому. Того ж року знову повертається на службу імператору. Втім у 1358 році знову йде у відставку.

### На службіМін
У 1360 році Лю Цзі переходить на бік очільника повстанців проти династії Юань Чжу Юаньчжана. Лю Цзі призначається очільником військово-морських сил у провінції Чжецзян. На цій посаді він поював проти військ династії Юань, інших повстанців та японських піратів. Після остаточної перемоги у 1368 році Чжу Юаньчжана та заснування династії Мін Лю Цзі стає однією довірених осіб імператора. Втім згодом між ними виникло непорозуміння. Зрештою у 1375 році Лю Цзі було відправлено у відставку. А вже 16 травня того ж року він помирає.

## Творчість
Лю Цзі відомий як військовий теоретик та стратег у 1367 році розробив військові стратегію «Керівництво Вогняного дракона», засновано на раніших трактата Лю Цзі «Надзвичайні стратегії ста битв» та «Вісімнадцять стратегій та дій». також до доробку Лю Цзі належить військовий трактат «Уроки війни».
Відомий як китайський Нострадамус, Лю Цзі належить книг пророцтв «Шаобін Сун». З них найбільш відомим подіями, що передбачив Лю були Тумуська катастрофа 1449 року та встановлення у 1911 році республіки у Китаї. Все це викладено у віршованій формі.
Також відомо про вірші Лю Цзі на випадок, стосовно політичних подій, відомою поемою є «Два духи», яка являє собою вигадку фантазію автора про те, яке повинно бути суспільство, стан різних станів в ньому.

## Родина
Дружина (ім'я невідоме)
Діти:
- Лю Лянь (1348—1377)
- Лю Цзін (1350—1377 або 1378)